# Muzeum Dr. Šimona Adlera

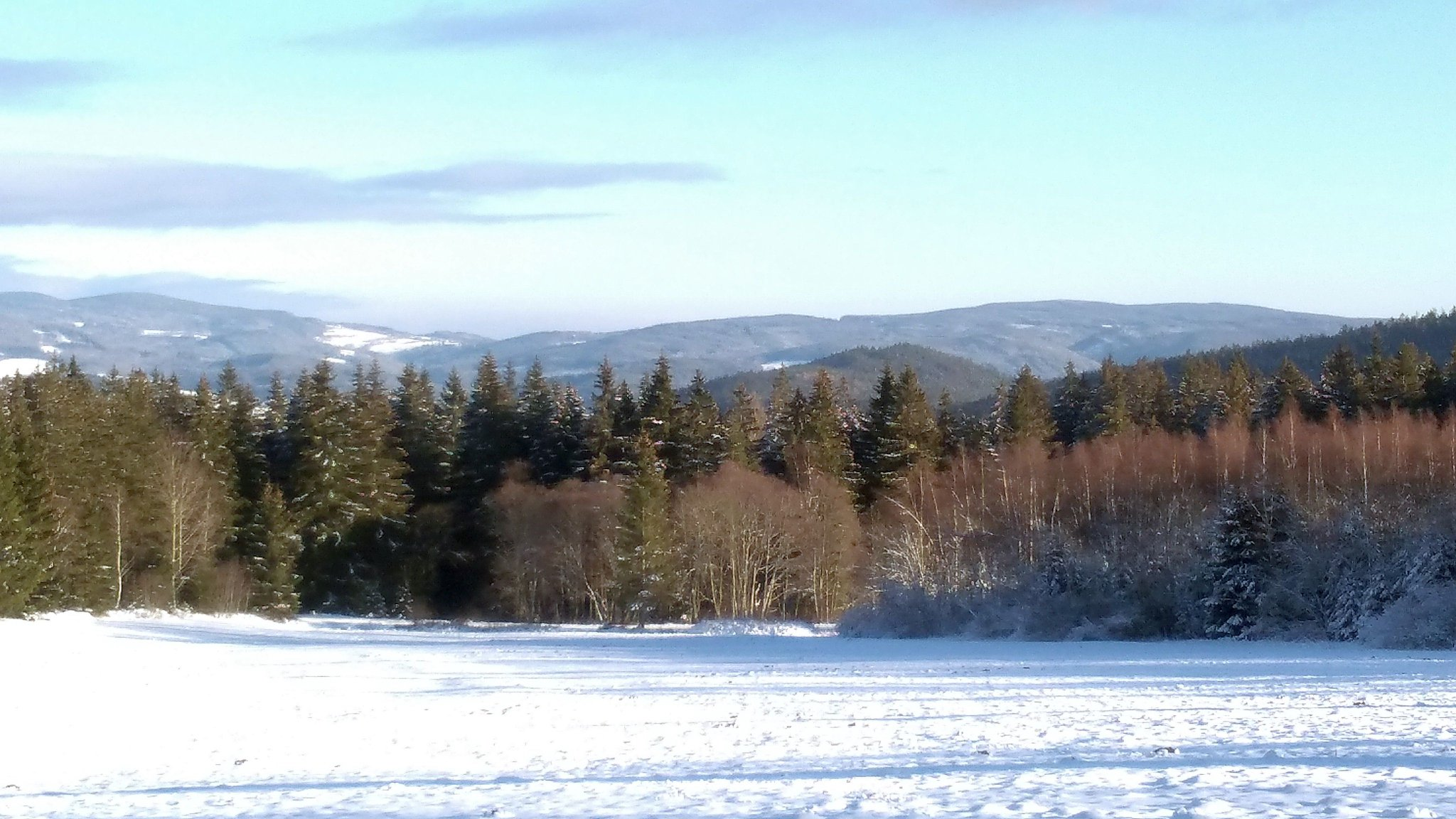
Výhled nad Dobrou Vodou

Muzeum Dr. Šimona Adlera v Dobré Vodě u Hartmanic je důstojným památníkem Dr. Šimona Adlera, židovského rabína a historika. Muzeum je umístěno v jeho rodném domě.

## Historie muzea
Muzeum vzniklo v roce 1997 za podpory Ministerstva kultury (zastoupeného ředitelem odboru Muzeí a galerií PhDr. Žalmanem), města Hartmanice (tehdy zastoupeného starostou Jiřím Juklem), Západočeského muzea v Plzni (zastoupeného tehdejším ředitelem PhDr. Františkem Frýdou) a Matityahu Adlera, tehdejšího izraelského velvyslance a syna Dr. Šimona Adlera, jehož památce je muzeum věnováno. Do roku 2015 bylo muzeum součástí Západočeského muzea v Plzni. Od 1. ledna 2015 se stalo součástí Muzea Šumavy v Sušici.

## Dr. Šimon Adler
Muzeum bylo vybudováno jako památník židovského historika a rabína Dr. Šimona Adlera, který se zde narodil a v roce 1944 se stal obětí holocaustu. V expozici je připomenuta i jeho rodina, zejména synové Matityahu, který se později stal izraelským velvyslancem a v roce 1991 inicioval vznik tohoto muzea a Sinaj, který jako patnáctiletý prošel několika koncentračními tábory. Oba synové válku přežili a později se usadili v Izraeli. S potomky Dr. Šimona Adlera muzeum spolupracuje i v současnosti. Aaron Adler a Soshi Priel jsou dětmi Matityahu Adlera, syna Dr. Šimona Adlera a muzeum každoročně navštěvují i se svými rodinami. Muzeum rovněž připomíná významné životní mezníky, svátky a kulturu židovských obyvatel v západočeském příhraničí.

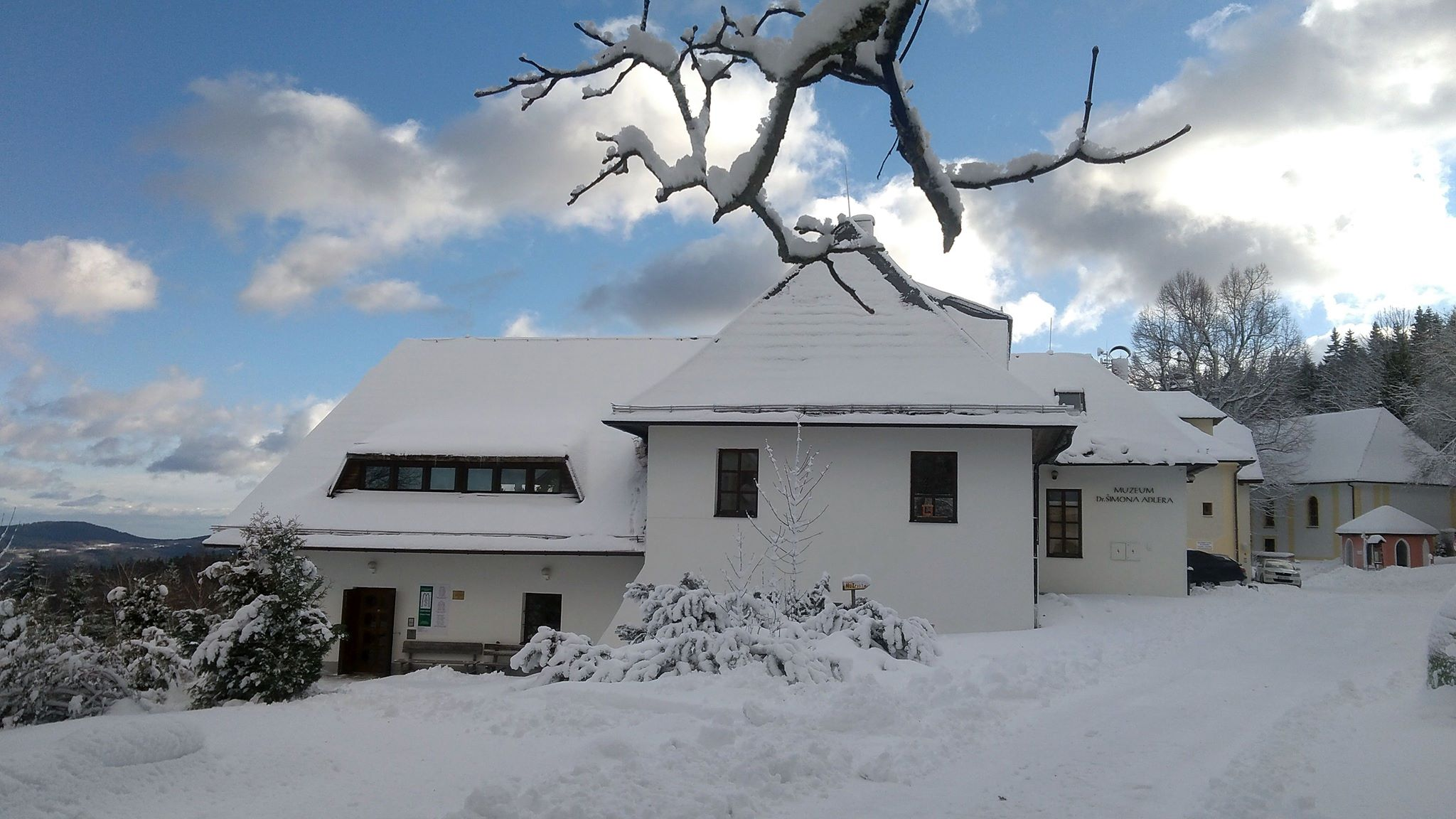
Budova muzea

## Expozice
Expozice byla v roce 2019 renovována. Kromě památky Dr. Šimona Adlera muzeum připomíná 25 měst a obcí z regionu, kde před válkou existovaly židovské komunity a představuje zaniklé i zachráněné památky – synagogy, židovské hřbitovy atd. Poslední část nové expozice je věnována historii česko-izraelských vztahů a československé vojenské pomoci Izraeli v padesátých letech 20. století. Autorem těchto expozic je PhDr. Ing. Václav Fred Chvátal.
Od roku 2020 mohou návštěvníci zhlédnout i novou výstavu Svatý Vintíř, která je doplněna originálními exponáty z depozitáře muzea Šumavy.

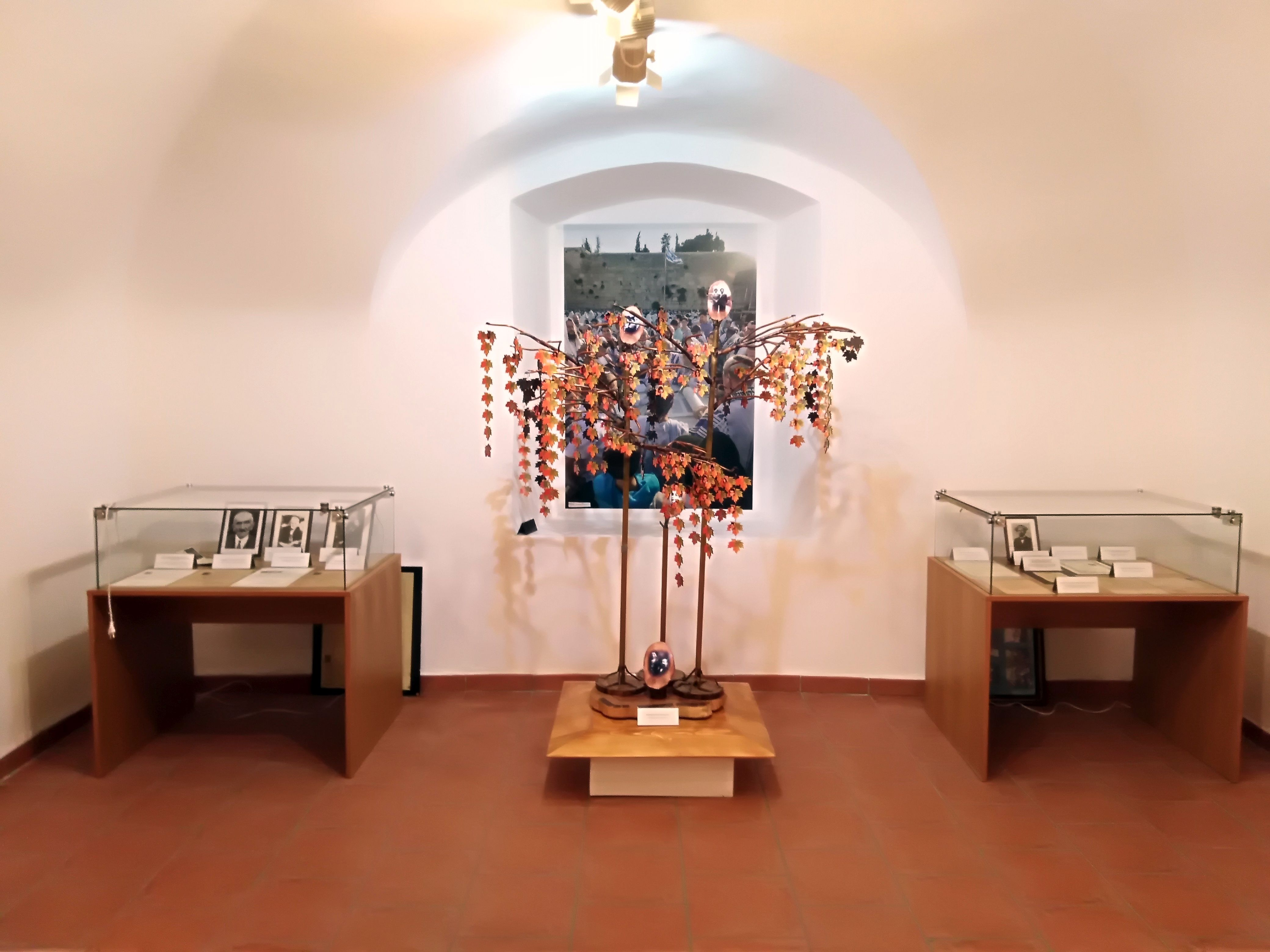
Rodový strom rodiny Adlerů

## Přístup
Muzeum je umístěno v osadě Dobrá Voda u Hartmanic poblíž kostela sv. Vintíře s unikátním skleněným vybavením z dílny sklářské umělkyně paní Vladimíry Tesařové a léčivého pramene vyvěrajícího z nevelké vzdálenosti od něj. Výhled z Dobré Vody na okolní krajinu s hradem Kašperk patří k nejkrásnějším na Šumavě.